# Angelica multisecta
Angelica multisecta là một loài thực vật có hoa trong họ Hoa tán. Loài này được Maxim. mô tả khoa học đầu tiên năm 1887.